# Maria Trost (Hannover)

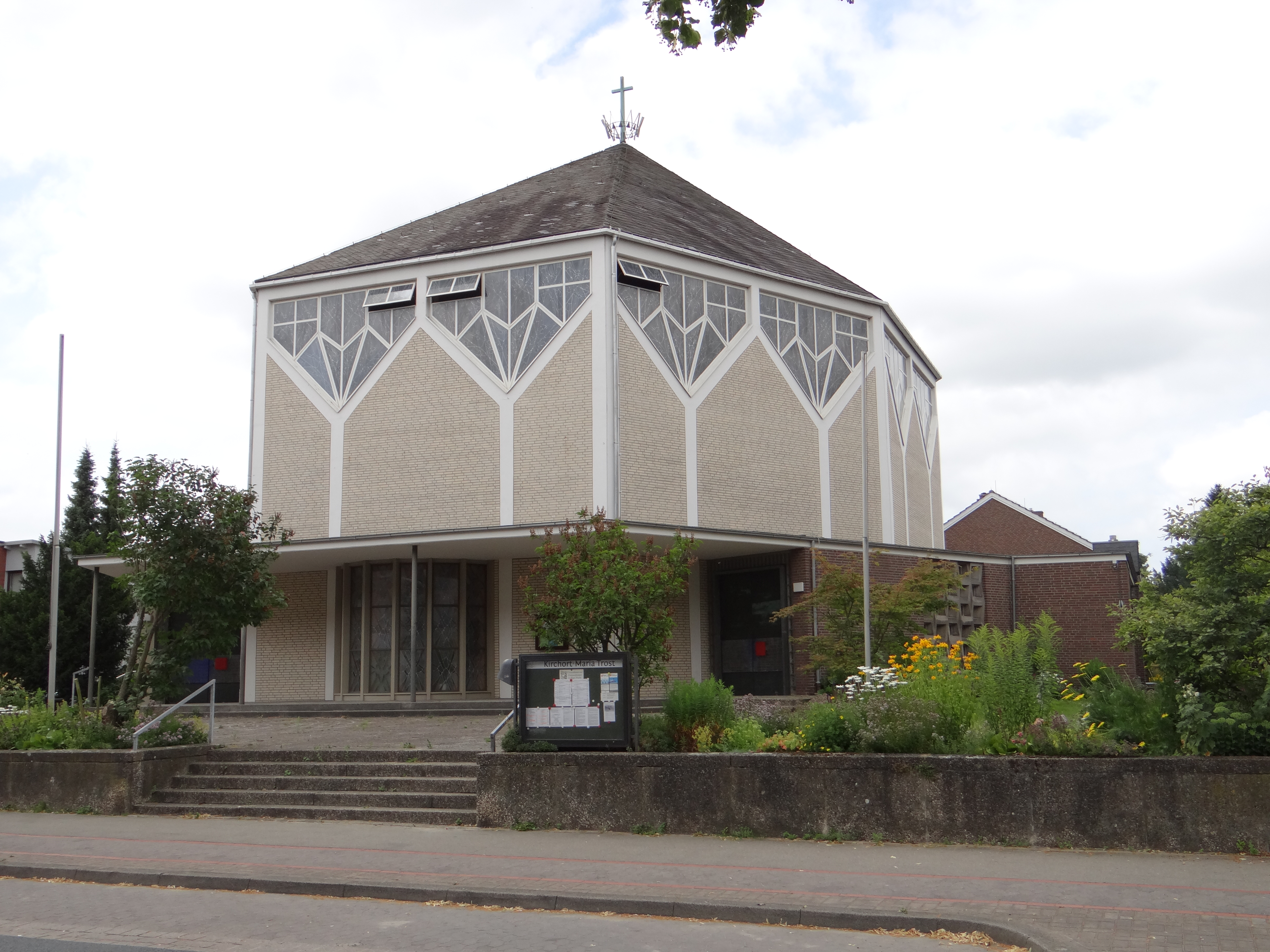
Maria-Trost-Kirche

Die Kirche Maria Trost ist die römisch-katholische Kirche in Ahlem, einem Stadtteil am Westrand von Hannover (Niedersachsen). Die Kirche ist eine Filialkirche der Pfarrgemeinde „St. Godehard“ mit Sitz im Stadtteil Linden-Süd, im Dekanat Hannover des Bistums Hildesheim. Die nach dem Marientitel „Trösterin der Betrübten“ benannte Kirche befindet sich in der Parkstraße 2 (Ecke Richard-Lattorf-Straße).

## Geschichte
Im 16. Jahrhundert wurde die Bevölkerung im Raum Hannover durch die Einführung der Reformation evangelisch-lutherisch. In den Jahrzehnten vor dem Zweiten Weltkrieg lebten nur wenige Katholiken in Ahlem, sie gehörten zur Kirchengemeinde „St. Benno“ in Linden-Nord. In der Nachkriegszeit stieg durch den Zuzug von Flüchtlingen und Heimatvertriebenen aus den Ostgebieten des Deutschen Reiches die Zahl der Katholiken in Ahlem stark an, so dass seit 1946 katholische Gottesdienste in Ahlem gehalten werden. Der erste Gottesdienst fand am 1. Mai 1946 in einem Flüchtlingslager statt, in dem zuvor das KZ-Außenlager Hannover-Ahlem untergebracht war. Von 1955 an diente die evangelische Notkirche auch den Katholiken für ihre Gottesdienste, später dann der Gemeindesaal der evangelischen Martin-Luther-Gemeinde.
Im Mai 1963 erfolgte die Grundsteinlegung für die Maria-Trost-Kirche, und am 4. Juli 1964 folgte durch Bischof Heinrich Maria Janssen ihre Konsekration. Das Einzugsgebiet der neuen Kirche umfasste Ahlem und den Norden von Davenstedt. Am 1. Juli 1965 wurde die Kirchengemeinde „Maria Trost“ eingerichtet, sie gehörte noch bis 1973 als Kuratiegemeinde zur Pfarrei „St. Benno“.
1995 wurde an „Maria Trost“ der Berufsverband der Pfarrsekretärinnen im Bistum Hildesheim gegründet, er hat heute seinen Sitz an „St. Raphael“ in Garbsen.
Seit dem 1. Mai 2007 gehört die Kirche zum damals neu errichteten Dekanat Hannover, zuvor gehörte sie zum Dekanat Hannover-West. Seit 2009 erfolgt im Pfarrheim eine Lebensmittelausgabe an Bedürftige, „Ahlemer MAHLzeit“ genannt. Seit dem 1. September 2010 gehört die Kirche zur Pfarrgemeinde „St. Godehard“, die Kirchengemeinde „Maria Trost“ wurde in diesem Zusammenhang aufgehoben.
Seit Juli 2015 ist das ehemalige Pfarrhaus an den Verein LebensTraum Leinemasch e.V. vermietet, der dort eine Wohngemeinschaft für Erwachsene mit Behinderungen eingerichtet hat.

## Architektur und Ausstattung
Die Kirche wurde nach Plänen von Josef Fehlig erbaut, ausgeführt als achteckiger Zentralbau, und befindet sich in rund 66 Meter Höhe über dem Meeresspiegel. Ihre Orgel wurde 1968 vom Unternehmen Gebrüder Hillebrand Orgelbau errichtet.
Neben der Kirche befindet sich das Pfarrheim und eine Katholische öffentliche Bücherei (KÖB).